# Bauwaki
Le bauwaki est une langue papoue parlée en Papouasie-Nouvelle-Guinée dans la province nord (ou province d'Oro).

## Classification
Le bauwaki est une des langues mailuanes, une des familles de langues papoues.

## Sources
- (en) Harald Hammarström, Robert Forkel, Martin Haspelmath, Sebastian Bank, Glottolog, Bauwaki.